# Jean-Michel Tchouga
Jean-Michel Tchouga, né le 20 décembre 1978 à Bafoussam au Cameroun, est un footballeur international camerounais qui évoluait au poste d'attaquant,.

## Biographie
Durant l'ensemble de sa carrière, Tchouga évolue principalement dans des clubs suisses,.
En 1997, Tchouga quitte son pays natal, le Cameroun, pour la Suisse au Yverdon Sport alors entraîné par Lucien  Favre où il fait ses débuts professionnels en Challenge League. À l'issue de la saison 1998-1999, Yverdon Sport monte en Super League. Le 28 août 1999, Tchouga dispute son premier match de Super League face au FC Lucerne (victoire 3-0). Le 2 octobre, Tchouga inscrit son premier but de la compétition, suivi d'un second qui permet à son équipe de s'imposer face au FC Bâle (2-1). À l'issue de la saison, Tchouga a joué 26 matchs et inscrit neuf buts. 
Il quitte alors Yverdon Sport pour le FC Bâle. En septembre 2000, Tchouga fait ses débuts dans une compétition européenne, lors du premier tour de la Coupe UEFA, et inscrit un but au match aller, puis un autre au match retour, face au club norvégien du SK Brann. Lors du second tour, Tchouga inscrit l'unique but du club rhénan face au Feyenoord Rotterdam. Lors la saison 2000-2001, il joue 37 matchs et inscrit 16 buts. 
La saison suivante, Tchouga joue 15 matchs pour le FC Bâle et 14 avec FC Lausanne-Sport lors de son prêt. En 2003, Tchouga est prêté au FC Concordia Bâle. 
L'année suivante, Tchouga se rend au FC Lucerne, avec lequel il accède à la finale de la Coupe de Suisse, perdue contre le FC Zurich, entraîné par son ancien entraîneur Lucien Favre. Tchouga passe six saisons au club lucernois, en ayant joué 146 rencontres et inscrit 76 buts. C'est lors de son passage à Lucerne qu'il reçoit sa seule et unique sélection en équipe du Cameroun, le 7 février 2007, en amical contre le Togo (score : 2-2).
Il termine sa carrière en 2016 en 2e Ligue interrégionale, avec le FC Hochdorf.

## Palmarès
- Finaliste de la Coupe de Suisse en 2005 et 2007 avec le FC Lucerne
- Champion de Suisse de D2 en 2006 avec le FC Lucerne